# Gerrit Burg
Gerrit Hermanus Burg  (Rotterdam, 4 augustus 1911 - Rotterdam,  29 augustus 1965), was een architectuurfotograaf die vooral bekend is van zijn opdracht van de architect Sybold van Ravesteyn om van Diergaarde Blijdorp in Rotterdam "het gehele bouwproces van maquette tot feestelijke opening vast te leggen", wat resulteerde in ruim tweehonderd haarscherpe glasnegatieven. Deze en ander werk bevinden zich in Het Nieuwe Instituut.
Burg fotografeerde ook werk van bevriende kunstenaars, zoals Cor van Kralingen. Anderen met wie hij omging waren de beeldhouwers Siem van den Hoonaard en Piet van Stuivenberg; de fotografen Bram Boogerman en Cas van Os, de kunstschilder Wim Chabot en de schilder, graficus, beeldhouwer  Koos van Vlijmen.
- PIC: 334735
- RKD-Nederlands Instituut voor Kunstgeschiedenis: 386827
- Union List of Artist Names: 500035016
- Virtual International Authority File: 282927963
- WorldCat: E39PCjxDH7x6TtgFghjjfDX9Tb